# Hemigrapsus penicillatus
Hemigrapsus penicillatus (лат.) — вид крабов из семейства Varunidae. Происходит из Азии; был завезён в Европу, где стал инвазивным видом.

## Зона распространения
Был непреднамеренно завезён в несколько стран мира морским путём (скорее всего, в балластных водах торговых судов), но его первоначальный ареал находился в области между Курильскими островами, заливом Анива, побережьями Японии, Китая, Тайваня и Кореи; на юге ареал изначально распространялся примерно до Гонконга.
Впервые этот вид был зарегистрирован на Гавайях в 1903 году (возможно, из-за неправильной идентификации), и, по состоянию на начало XXI века, нет никаких упоминаний о местах обитания этого краба в центральной части Тихого океана. Как и родственный вид Hemigrapsus sanguineus, он был затем зарегистрирован во Франции, в Ла-Рошели (в 1994 году) и, в частности, в порту Гавра (1999 году), однако в этих случаях это был вид Hemigrapsus takanoi, который был отделён (по морфологическим и электрофоретическим признакам) от H. penicillatus только в 2005 г., через несколько лет после его открытия в Европе. В Европе Hemigrapsus penicillatus быстро расширяет ареал и в настоящее время встречается вдоль побережья от Ларедо (Испания) до Фроментина (Франция). Местами он многочислен, плотность достигает 10-20 особей на квадратный метр. Присутствует в Соединённом Королевстве и зарегистрирован в Нидерландах в 2000 году.

## Места обитания
Средой обитания взрослого краба Hemigrapsus penicillatus является приливная зона, с каменистым или илистым грунтом. Благодаря своим хорошим осморегуляционным способностям он может жить и в опреснённой воде эстуариев.

## Питание
Как и многие другие виды крабов, Hemigrapsus penicillatus способен к каннибализму.
Как и другие виды-падальщики и детритофаги, а также животные, питающиеся в илистых отложениях или на них, он может способствовать биоконцентрации или даже биоусилению некоторых токсичных морских загрязнителей, таких как тяжёлые металлы, металлоиды, металлоорганические соединения, хлорорганические соединения, радионуклиды и так далее в пищевой цепи.

## Экология и этология
Окамото и др. сообщили в 1987 году о сезонных изменениях в структуре популяции H. penicillatus. Также было показано, что его глаз и, в частности, его рабдом (светочувствительный элемент глаза, образованный рабдомерами) адаптируются к изменениям освещения в дневное и ночное время.

## Паразиты
На нём может паразитировать трематода Microphallus macrorchis.

## Лабораторное разведение
Чтобы подробно изучить этот вид, учёные научились выращивать его личинки в лабораторных условиях, благодаря экспериментам, проведённым в период с 1970-х до середины 1990-х годов.